# Scelotes caffer
Scelotes caffer är en ödleart som beskrevs av  Peters 1861. Scelotes caffer ingår i släktet Scelotes och familjen skinkar. Inga underarter finns listade i Catalogue of Life.